# Eucereon rothschildi
Eucereon rothschildi är en fjärilsart som beskrevs av Max Wilhelm Karl Draudt 1915. Eucereon rothschildi ingår i släktet Eucereon och familjen björnspinnare. Inga underarter finns listade i Catalogue of Life.